# 颱風銀杏
颱風銀杏（英語：Typhoon Yinxing，國際編號：2422，聯合颱風警報中心：WP242024，菲律賓大氣地球物理及天文服務管理局：Marce）是2024年太平洋颱風季第22個被命名的風暴。「銀杏」一名由中國提供，是一種原產於中國的樹，此名字為第一次使用，取代在2018年對馬里亞納群島及菲律賓造成災難性破壞的玉兔。
銀杏於11月7日橫過菲律賓呂宋並移入南海，導致香港天文台及澳門氣象局繼2022年強烈熱帶風暴尼格後，2年以來首次於11月發出熱帶氣旋警告信號。

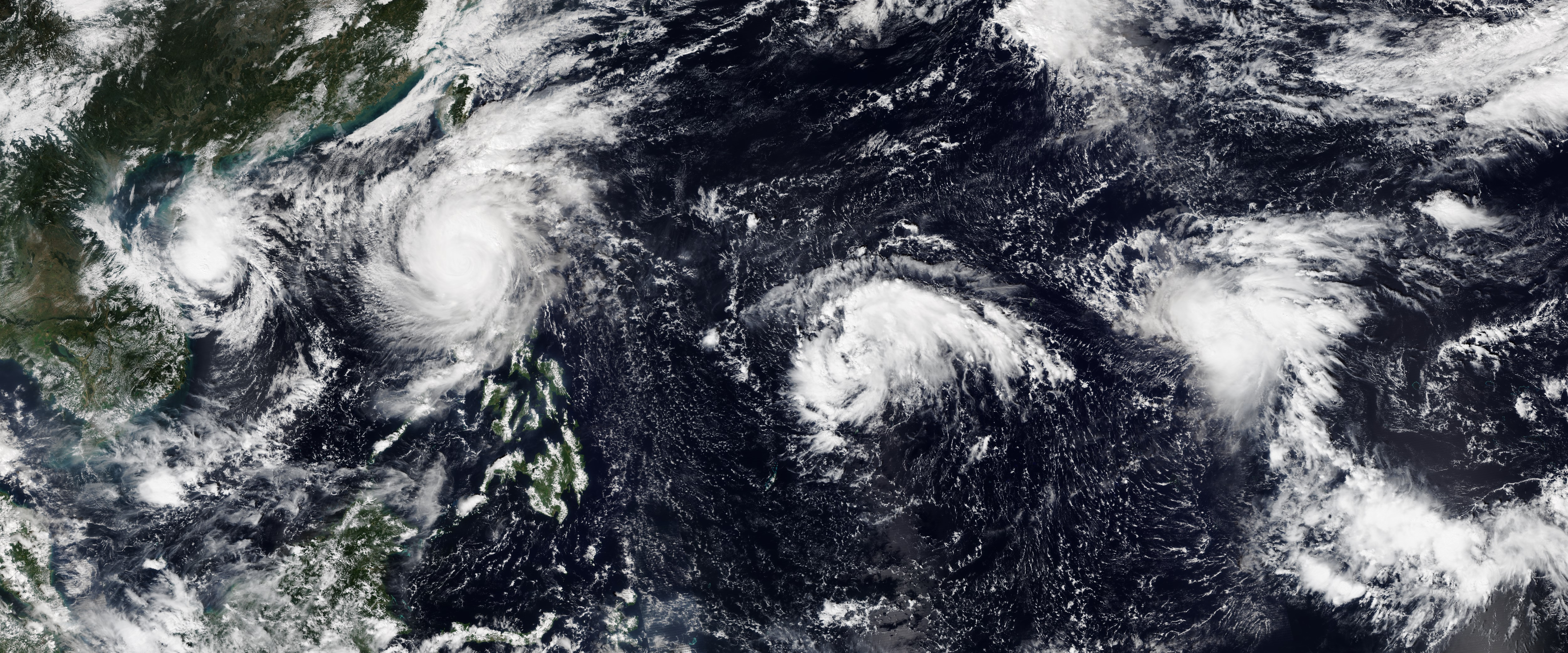
11月12日同時活躍的四個熱帶氣旋（由左至右）：颱風銀杏、颱風桃芝、颱風天兔和颱風萬宜，此現象是自1951年以來首次出現。

## 發展過程
10月29日，一個熱帶擾動在關島東南偏東方海域生成，美國海軍研究實驗室給予擾動編號90W。
11月3日上午8時，日本氣象廳將其升格為熱帶低氣壓，同時對其發布烈風警報。同時，聯合颱風警報中心將其評級提升為「中」；台灣中央氣象署將其升格為熱帶低氣壓，給予編號TD26。上午11時，聯合颱風警報中心將其評級提升為「高」，並對其發布熱帶氣旋形成警報。下午2時，聯合颱風警報中心將其升格為熱帶低氣壓，給予熱帶氣旋編號24W。晚上8時，聯合颱風警報中心將其升格為熱帶風暴。同時，香港天文台和澳門氣象局將其升格為熱帶低氣壓。
11月4日凌晨2時，日本氣象廳將其升格為熱帶風暴，給予國際編號2422，並命名「銀杏」。同時，香港天文台和澳門氣象局將其升格為熱帶風暴，台灣中央氣象署將其升格為輕度颱風。下午2時，澳門氣象局將其升格為強烈熱帶風暴。晚上8時，聯合颱風警報中心將其升格為颱風。同時，香港天文台將其升格為強烈熱帶風暴。晚上11時，日本氣象廳將其升格為強烈熱帶風暴。
11月5日上午8時，日本氣象廳、香港天文台和澳門氣象局將其升格為颱風。同時，台灣中央氣象署將其升格為中度颱風。
11月6日上午11時，香港天文台將其升格為強颱風。下午2時，澳門氣象局將其升格為強颱風。晚上8時，日本氣象廳將其升格為強烈颱風。晚上11時，香港天文台將其升格為超強颱風。
11月7日凌晨2時，澳門氣象局將其升格為超強颱風。下午2時，台灣中央氣象署將其升格為強烈颱風。同時，聯合颱風警報中心將其升格為超級颱風。下午3時40分，銀杏於菲律賓卡加延省聖安娜登陸。下午8時，聯合颱風警報中心將其降格為颱風。晚上9時，銀杏於卡加延省桑切斯-米拉第二次登陸。
11月8日凌晨2時，日本氣象廳將其降格為颱風。同時，香港天文台以及澳門氣象局將其降格為強颱風。同時，台灣中央氣象署將其降格為中度颱風。
11月9日凌晨2時，香港天文台再次將其升格為超強颱風。上午8時，澳門氣象局再次將其升格為超強颱風。下午2時，日本氣象廳再次將其升格為強烈颱風。
11月10日凌晨4時，澳門氣象局再次將其降格為強颱風。凌晨5時，日本氣象廳再次將其降格為颱風。下午2時，中國中央氣象台將其降格為颱風。下午3時，香港天文台將其降格為颱風。下午5時，澳門氣象局將其降格為颱風。晚上11時，香港天文台和澳門氣象局將其降格為強烈熱帶風暴。
11月11日凌晨2時，日本氣象廳將其降格為強烈熱帶風暴。同時，台灣中央氣象署將其降格為輕度颱風。凌晨5時，香港天文台和澳門氣象局將其降格為熱帶風暴。上午8時，日本氣象廳將其降格為熱帶風暴。晚上11時，香港天文台將其降格為熱帶低氣壓。
11月12日上午8時，聯合颱風警報中心將其降格為熱帶低氣壓。下午2時，日本氣象廳將其降格為熱帶低氣壓。同時，台灣中央氣象署將其降格為熱帶低氣壓。晚上8時，台灣中央氣象署移除該系統。
11月13日上午8時，日本氣象廳評定銀杏已消散。

## 影響

### 菲律賓
當地發出之最高風暴信號：四號風暴信號

### 中國大陸
國家氣象中心發布之最高颱風預警信號： 颱風黃色預警信號

#### 廣東省
廣東省氣象台發布之最高颱風預警信號： 颱風藍色預警信號

#### 海南省
海南省氣象台發布之最高颱風預警信號： 颱風黃色預警信號
海南环岛高铁、海口市域列车全线停运。

### 香港
當地發出之最高熱帶氣旋警告信號： 三號強風信號
香港天文台於11月6日中午12時半發出「特別天氣提示」，表示銀杏會在11月7日晚上11月8日早上進入香港800公里範圍，雖然銀杏的環流較為細小，但在東北季候風及銀杏的共同影響下，週末期間華南沿岸海域及高地風勢頗大。天文台於11月8日下午12時40分發出一號戒備信號，當時銀杏集結於香港之東南約630公里。這是自2022年強烈熱帶風暴尼格後，2年以來首個於11月生效的熱帶氣旋警告信號。
天文台於11月9日表示，銀杏重新增強為超強颱風並開始採取較西北路徑移動，逐漸靠近華南沿岸，而其外圍雨带亦正影響該區。在銀杏及東北季候風共同影下，早上香港高地間中吹強風，並預料香港普遍風力會在當日稍後增強，高地間中達烈風程度，天文台會在下午3時至6時之間發出三號信號。天文台於下午3時40分發出三號強風信號，當時銀杏集結於香港以南約370公里。天文台於下午3時45分表示，銀杏會在當晚至翌日早於香港以南約300公里外掠過，除非銀杏採取較偏北的路徑靠近珠江口，否則發出更高熱带氣旋警告信號的機會甚低。三號信號會最少維持至翌日（11月10日）上午10時，銀杏會在翌日逐漸轉向西南方向遠離廣東沿岸，天文台屆時會乎風勢減弱程度，考慮改發一號信號。受銀杏影響，香港游泳總會宣佈原訂在11月10日舉行的維港渡海泳取消。
天文台於11月10日上午9時45分表示，銀杏繼續減弱並向西南移動，逐漸遠離廣東沿岸，看港風力亦逐步減弱，天文台會在上午10時20分改發一號信號。天文台於上午10時20分改發一號戒備信號，當時銀杏集結於香港西南偏南約400公里。天文台於下午1時45分表示，銀杏已減弱為颱風並繼續向西南移動，香港風力進一步減弱，天文台會於下午3時20分取消所有熱帶氣旋警告信號。天文台於下午3時20分取消所有熱帶氣旋警告信號，當時銀杏集結於香港西南偏南約420公里。
銀杏吹襲期間，天文台測風網絡8個參考自動氣象站只有1個錄得強風，三號信號不達標。風暴期間，長洲錄得之最高10分鐘平均風速為每小時42公里。

### 澳門
當地發出之最高熱帶氣旋信號： 三號風球
澳門氣象局在11月5日發出一則「特別推送」，表示銀杏會逐漸增強以及移近呂宋海域，並且有機會進入南海範圍，屆時強度可能達到強颱風級別，但因為東北季候風的影響下，銀杏在進入南海後會逐漸減弱，對澳門不會有太大影響。而如果銀杏採取一個較為北的路徑，銀杏減弱的程度會減慢，對澳門影響可能增加。受到東北季候風的影響，澳門的氣溫可能將降至19度。
澳門氣象局在11月7日發出一則特別提示，並表示銀杏會在8日凌晨時候進入澳門800公里範圍，屆時於8日日間會發出一號風球，但銀杏在進入南海後路徑仍存在不確定性。
氣象局在上午11時發出一號風球，當時銀杏位於澳門東南約620公里，發出三號風球的可能性為「中等」，而發出的時間為11月9日下午到晚上；發出藍色風暴潮警告的可能性為「較低」至「中等」，發出的時間為9日的日間。氣象局在下午5時表示，銀杏以偏西方向橫過南海北部，將會在下週轉向西南移動，大致趨向海南島。按照現時預測路徑，銀杏將於週六至週日在本澳以南350公里附近掠過，在東北季風共同影響下，本澳風力將會有所增強，雲量增多及有幾陣驟雨。
11月9日晚上10時，氣象局宣佈於晚上11時改發三號風球，並預計於10日清晨前維持，又指出「銀杏」環流較小，引致當地風力進一步增強機會低，因此改發較高熱帶氣旋信號機會低。
11月10日上午10時，隨著銀杏減弱和遠離，氣象局宣佈於中午12時改發一號風球。中午12時，氣象局改發一號風球，預料將維持一段時間。下午4時，氣象局表示銀杏已轉向西南方向移動，逐步遠離珠江口，宣佈於下午5時取消所有熱帶氣旋信號。氣象局於下午5時取消所有熱帶氣旋警告信號。
氣象局在11月11日發出一則「特別推送」，並且總結颱風熱帶氣旋銀杏的影響。氣象局表示銀杏帶來澳門有記錄以來第二遲的三號風球，而雖然銀杏環流細小，但由於其強度高及受東北季風的共同影響下，本澳部份地區的風力曾在短時間內急升。在11月10日凌晨1時，澳門四條跨海大橋錄得最高6級最高持續風速，而澳門大橋測風站曾經錄得強風。

## 熱帶氣旋警告使用紀錄

### 菲律賓
| 菲律賓大氣地球物理及天文服務管理局 風暴信號 | 菲律賓大氣地球物理及天文服務管理局 風暴信號 | 菲律賓大氣地球物理及天文服務管理局 風暴信號 |
| ------------------------------------------- | ------------------------------------------- | ------------------------------------------- |
| 上一熱帶氣旋                                | 一號風暴信號                                | 下一熱帶氣旋                                |
| 超強颱風康妮                                | 一號風暴信號                                | 颱風桃芝                                    |
| 超強颱風康妮                                | 二號風暴信號                                | 颱風桃芝                                    |
| 超強颱風康妮                                | 三號風暴信號                                | 颱風桃芝                                    |
| 超強颱風康妮                                | 四號風暴信號                                | 颱風桃芝                                    |

### 中國大陸
| 国家气象中心 颱風預警信號 | 国家气象中心 颱風預警信號 | 国家气象中心 颱風預警信號 |
| ------------------------- | ------------------------- | ------------------------- |
| 上一熱帶氣旋              | 颱風藍色預警信號          | 下一熱帶氣旋              |
| 超強颱風康妮              | 颱風藍色預警信號          | 超強颱風萬宜              |
| 超強颱風康妮              | 颱風黃色預警信號          | 颱風桃芝 超強颱風天兔     |

### 澳門
| 地球物理氣象局 熱帶氣旋信號 | 地球物理氣象局 熱帶氣旋信號 | 地球物理氣象局 熱帶氣旋信號 |
| --------------------------- | --------------------------- | --------------------------- |
| 上一熱帶氣旋                | 一號風球                    | 下一熱帶氣旋                |
| 颱風潭美                    | 一號風球                    | 颱風桃芝                    |
| 颱風潭美                    | 三號風球                    | 颱風桃芝                    |

### 香港
| 香港天文台 熱帶氣旋警告信號 | 香港天文台 熱帶氣旋警告信號 | 香港天文台 熱帶氣旋警告信號 |
| --------------------------- | --------------------------- | --------------------------- |
| 上一熱帶氣旋                | 一號戒備信號                | 下一熱帶氣旋                |
| 颱風潭美                    | 一號戒備信號                | 颱風桃芝                    |
| 颱風潭美                    | 三號強風信號                | 颱風桃芝                    |

## 外部連結
| 太平洋颱風季             |
| 主題頁 - 專題 - 編輯指南 |

- （英文）颱風2000：各氣象部門對銀杏的預測路徑集合 （页面存档备份，存于）
- （日語）日本氣象廳首頁 （页面存档备份，存于）
- （英文）聯合颱風警報中心首頁 （页面存档备份，存于）
- （简体中文）中國國家氣象中心首頁 （页面存档备份，存于）
- （繁體中文）臺灣中央氣象署首頁 （页面存档备份，存于）
- （繁體中文）香港天文台首頁 （页面存档备份，存于）
- （繁體中文）澳門地球物理氣象局首頁 （页面存档备份，存于）
- （英文）菲律賓大氣地球物理和天文管理局 惡劣天氣公告 （页面存档备份，存于）
- （泰文）泰國氣象局首頁 （页面存档备份，存于）